# Marc Platt (Produzent)
Marc E. Platt (* 14. April 1957 in Pikesville, Maryland) ist ein US-amerikanischer Film-, Fernseh- und Theaterproduzent.

## Leben
Platt schloss sein Studium an der University of Pennsylvania 1979 ab. Später studierte er an der New York University Jura und sammelte als Praktikant der Broadway-Produzentinnen Elizabeth McCann und Nelle Nugent erste Erfahrungen in der Theaterproduktion. Auf Anraten von McCann begann er seine berufliche Laufbahn zunächst als auf Entertainment Law spezialisierter Anwalt.
Im Alter von 25 Jahren erhielt er ein Angebot der Talentagentur International Creative Management aus Los Angeles. Später wechselte er in die Filmproduktion und arbeitete zunächst für RKO Pictures und später für Orion Pictures. Mit 31 Jahre wurde Platt zum President of Production von Orion Pictures befördert. Während seiner Zeit bei Orion arbeitete Platt an Erfolgsfilmen wie Der mit dem Wolf tanzt (1990) und Das Schweigen der Lämmer (1991). Im Jahr 1992 wechselte er zu Tri-Star. Dort arbeitete er unter anderem am AIDS-Drama Philadelphia. 1996 erfolgte erneut ein Wechsel, diesmal zu Universal Pictures. Vier Jahre später verließ er Universal und gründete seine eigene Produktionsfirma Marc Platt Productions. Gleich mit einem seiner ersten Projekte Natürlich blond gelang ihm 2001 ein großer Erfolg. Die Komödie spielte bei Kosten von 18 Mio. US-Dollar weltweit über 140 Mio. US-Dollar ein und zog mehrere Fortsetzungen nach sich, bei denen Platt ebenfalls als Produzent fungierte.
Die Produktion des Thrillers Drive brachte ihm 2012 Nominierungen bei den British Academy Film Awards und den Independent Spirit Awards für den Besten Film ein. 2016 war er für die Produktion von Steven Spielbergs Historienfilm Bridge of Spies – Der Unterhändler erstmalig für den Oscar für den Besten Film nominiert. Weitere Oscar-Nominierungen folgten 2017 für das Musical La La Land, 2021 für das Drama The Trial of the Chicago 7 und 2025 für Wicked, dessen erfolgreiche Broadway-Vorlage Wicked – Die Hexen von Oz er ebenfalls seit dem Jahr 2003 produzierte.
Er ist mit Julie Beren Platt verheiratet, die er während seines Studiums kennengelernt hatte. Aus der Ehe gingen zwei Töchter und drei Söhne hervor. Seine Söhne Ben Platt und Jonah Platt sind als Schauspieler tätig.

## Filmografie (Auswahl)
Produzent
- 2001: Josie and the Pussycats
- 2001: Natürlich blond (Legally Blonde)
- 2003: Natürlich blond 2 (Legally Blonde 2: Red, White & Blonde)
- 2003: Honey
- 2005: The Perfect Man
- 2007: Wintersonnenwende – Die Jagd nach den sechs Zeichen des Lichts (The Seeker: The Dark Is Rising)
- 2008: Wanted
- 2008: Rachels Hochzeit (Rachel Getting Married)
- 2009: Natürlich blond 3 – Jetzt geht’s doppelt weiter (Legally Blondes)
- 2009: The Other Woman
- 2009: Nine
- 2010: Cop Out – Geladen und entsichert (Cop Out)
- 2010: Scott Pilgrim gegen den Rest der Welt (Scott Pilgrim vs. the World)
- 2010: Wie durch ein Wunder (Charlie St. Cloud)
- 2011: Drive
- 2013: Evidence: Auf der Spur des Killers (Evidence)
- 2013: 2 Guns
- 2014: Song One
- 2014: Winter’s Tale
- 2014: Lost River
- 2014: Play – Tödliches Spiel (Mockingbird)
- 2014: Into the Woods
- 2015: Ricki – Wie Familie so ist (Ricki and the Flash)
- 2015: Bridge of Spies – Der Unterhändler (Bridge of Spies)
- 2016: La La Land
- 2016: Girl on the Train (The Girl on the Train)
- 2016: Die irre Heldentour des Billy Lynn (Billy Lynn’s Long Halftime Walk)
- 2018: Hotel Artemis
- 2018: Alte Zöpfe (Nappily Ever After)
- 2018: Mary Poppins’ Rückkehr (Mary Poppins Returns)
- 2020: The Trial of the Chicago 7
- 2021: Thunder Force
- 2021: Cruella
- 2021: Dear Evan Hansen
- 2022: Better Nate Than Ever
- 2022: Babylon – Rausch der Ekstase (Babylon)
- 2024: Arielle, die Meerjungfrau (The Little Mermaid)
- 2024: Players
- 2024: Wicked
- 2025: Schneewittchen (Snow White)
- 2025: Drachenzähmen leicht gemacht (How to Train Your Dragon)

Executive Producer
- 1987: Das Geheimnis meiner Karriere (Campus Man)
- 2002: MDs (Fernsehserie)
- 2003: Legally Blonde (Fernsehfilm)
- 2003: Mr. Ambassador (Fernsehfilm)
- 2005: Empire Falls – Schicksal einer Stadt (Empire Falls, Fernsehfilm)
- 2005: Once Upon a Mattress (Fernsehfilm)
- 2006: The Path to 9/11 – Wege des Terrors (The Path to 9/11, Fernsehfilm)
- 2009–2010: Taking the Stage (Fernsehserie, 20 Episoden)
- 2011: Honey 2 – Lass keinen Move aus (Honey 2)
- 2016: Honey 3: Der Beat des Lebens (Honey 3: Dare to Dance)

## Theater- und Musicalproduktionen (Auswahl)
- 1983: Total Abandon (Theaterstück, Associate Producer)
- Seit 2003: Wicked – Die Hexen von Oz (Wicked, Musical)
- 2006: Three Days of Rain (Theaterstück)
- 2008–2009: Pal Joey (Musical, Associate Producer)
- 2014: If/Then (Musical)

## Auszeichnungen und Nominierungen (Auswahl)
BAFTA Award
- 2012: Nominierung in der Kategorie Bester Film für Drive (mit Adam Siegel)[4]

Emmy
- 2005: Nominierung in der Kategorie Outstanding Miniseries für Empire Falls – Schicksal einer Stadt (mit Paul Newman, Fred Schepisi, Scott Steindorff und William Teitler)[5]

Golden Globe Award
- 2006: Auszeichnung in der Kategorie Beste Mini-Serie oder TV-Film für Empire Falls – Schicksal einer Stadt (mit Paul Newman, Fred Schepisi, Scott Steindorff und William Teitler)[6]

Independent Spirit Award
- 2009: Nominierung in der Kategorie Bester Film für Rachels Hochzeit (mit Neda Armian und Jonathan Demme)[7]
- 2012: Nominierung in der Kategorie Bester Film für Drive (mit Michel Litvak, John Palermo, Gigi Pritzker, Adam Siegel)[7]

Oscar
- 2016: Nominierung in der Kategorie Bester Film für Bridge of Spies – Der Unterhändler (mit Steven Spielberg und Kristie Macosko Krieger)[8]
- 2017: Nominierung in der Kategorie Bester Film für La La Land (mit Fred Berger und Jordan Horowitz)[9]
- 2021: Nominierung in der Kategorie Bester Film für The Trial of the Chicago 7 (mit Stuart Besser)[10]
- 2025: Nominierung in der Kategorie Bester Film für Wicked[11]

Tony Award
- 2004: Nominierung in der Kategorie Bestes Musical für Wicked – Die Hexen von Oz (mit Universal Pictures, The Araca Group, Jon B. Platt, David Stone)[12]
- 2009: Nominierung in der Kategorie Beste Wiederaufnahme eines Musicals für Pal Joey (mit Roundabout Theatre Company, Todd Haimes, Harold Wolpert, Julia C. Levy)[12]
- 2017: Nominierung in der Kategorie Bestes Theaterstück für Indecent (mit Daryl Roth, Elizabeth I. McCann, Cody Lassen, Jerry Meyer, Jay Alix & Una Jackman, Elizabeth Armstrong, Julie Boardman, CoGo Partners, Nicole Eisenberg, Four Star Productions, GLS Productions, The John Gore Organization, Kathleen K. Johnson, Dana M. Lerner, Jenn Maley, Mano-Horn Productions, Storyboard Entertainment, Yale Repertory Theatre, La Jolla Playhouse, Vineyard Theatre)[12]
- 2018: Auszeichnung in der Kategorie Bestes Musical für The Band's Visit (mit Orin Wolf, StylesFour Productions, Evamere Entertainment, Atlantic Theater Company, David F. Schwartz, Barbara Broccoli, Frederick Zollo, Grove • REG, Lassen Blume Baldwin, Thomas Steven Perakos, The Shubert Organization, The Baruch/Routh/Frankel/Viertel Group, Robert Cole, deRoy-Carr-Klausner, Federman-Moellenberg, FilmNation Entertainment, Roy Furman, FVSL Theatricals, Hendel-Karmazin, HoriPro Inc., IPN, Jam Theatricals, The John Gore Organization, Koenigsberg-Krauss, David Mirvish, James L. Nederlander, Al Nocciolino, Once Upon a Time Productions, Susan Rose, Paul Shiverick, Allan Williams)[12]
- 2022: Auszeichnung in der Kategorie Bestes Musical für A Strange Loop (mit Barbara Whitman, Pasek, Paul & Stafford, Hunter Arnold, Marcia Goldberg, Alex Levy & James Achilles, Osh Ashruf, A Choir Full Productions, Don Cheadle & Bridgid Coulter Cheadle, Paul Oakley Stovall, Jimmy Wilson, Annapurna Theatre, Robyn Coles, Creative Partners Productions, Robyn Gottesdiener, Kayla Greenspan, Grove Entertainment, Kuhn, Lewis & Scott, Frank Marshall, Maximum Effort Productions Inc., Joey Monda, Richard Mumby, Phenomenal Media & Meena Harris, Debra Martin Chase, Laurie Tisch, Yonge Street Theatricals, Dodge Hall Productions/JJ Maley, Cody Renard Richard, John Gore Organization, James L. Nederlander, The Shubert Organization (Robert E. Wankel: Chairman and CEO; Elliot Greene: Chief Operating Officer; Charles Flateman: Executive Vice President), RuPaul Charles, Alan Cumming, Ilana Glazer, Jennifer Hudson, Mindy Kaling, Billy Porter and Steven Spielberg)[12]
- 2023: Auszeichnung in der Kategorie Beste Wiederaufnahme eines Musicals für Topdog/Underdog (mit David Stone, LaChanze, Rashad V. Chambers, Debra Martin Chase and The Shubert Organization)[12]